# Quaker State 400 (Kentucky)
Quaker State 400 presented by Walmart är ett stockcarlopp ingående i Nascar Cup Series som körs över 267 varv (400,5 miles, 644,542 km) på den 1,5 mile långa ovalbanan Kentucky Speedway i Sparta i Kentucky i USA. Loppet har körts årligen sedan 2011.

## Tidigare vinnare
| Säsong | Datum    | Nr | Förare           | Team                 | Konstruktör | Distans | Distans         | Tid     | Snitthastighet (mph) | Rapport |
| Säsong | Datum    | Nr | Förare           | Team                 | Konstruktör | Varv    | Miles (km)      | Tid     | Snitthastighet (mph) | Rapport |
| ------ | -------- | -- | ---------------- | -------------------- | ----------- | ------- | --------------- | ------- | -------------------- | ------- |
| 2011   | 9 juli   | 18 | Kyle Busch       | Joe Gibbs Racing     | Toyota      | 267     | 400,5 (644,542) | 2:55.00 | 137,314              | Rapport |
| 2012   | 30 juni  | 2  | Brad Keselowski  | Penske Racing        | Dodge       | 267     | 400,5 (644,542) | 2:45.02 | 145,607              | Rapport |
| 2013   | 30 junia | 20 | Matt Kenseth     | Joe Gibbs Racing     | Toyota      | 267     | 400,5 (644,542) | 3:02.07 | 131,948              | Rapport |
| 2014   | 28 juni  | 2  | Brad Keselowski  | Team Penske          | Ford        | 267     | 400,5 (644,542) | 2:51.59 | 139,723              | Rapport |
| 2015   | 11 juli  | 18 | Kyle Busch       | Joe Gibbs Racing     | Toyota      | 267     | 400,5 (644,542) | 3:05.42 | 129,402              | Rapport |
| 2016   | 9 juli   | 2  | Brad Keselowski  | Team Penske          | Ford        | 267     | 400,5 (644,542) | 3:06.55 | 128,580              | Rapport |
| 2017   | 8 juli   | 78 | Martin Truex Jr. | Furniture Row Racing | Toyota      | 274b    | 411 (661,440)   | 2:57.55 | 138,604              | Rapport |
| 2018   | 14 juli  | 78 | Martin Truex Jr. | Furniture Row Racing | Toyota      | 267     | 400,5 (644,542) | 2:39.43 | 150,454              | Rapport |
| 2019   | 13 juli  | 1  | Kurt Busch       | Chip Ganassi Racing  | Chevrolet   | 269b    | 403,5 (649,370) | 2:51.37 | 141,070              | Rapport |
| 2020   | 12 juli  | 41 | Cole Custer      | Stewart-Haas Racing  | Ford        | 267     | 400,5 (644,542) | 2:59.49 | 133,636              | Rapport |

- ^a  – Loppet framskjutet från lördag till söndag på grund av regn.
- ^b  – Loppet förlängt enligt NASCAR:s regel om att ett lopp inte får avgöras bakom säkerhetsbilen.

### Förare med flera segrar
| Antal segrar | Förare           | År               |
| ------------ | ---------------- | ---------------- |
| 3            | Brad Keselowski  | 2012, 2014, 2016 |
| 2            | Kyle Busch       | 2011, 2015       |
| 2            | Martin Truex Jr. | 2017, 2018       |

### Team med flera segrar
| Vinster | Team                 | År               |
| ------- | -------------------- | ---------------- |
| 3       | Joe Gibbs Racing     | 2011, 2013, 2015 |
| 3       | Team Penske          | 2012, 2014, 2016 |
| 2       | Furniture Row Racing | 2017, 2018       |

### Konstruktörer efter antal segrar
| Antal segrar | Konstruktör | År                           |
| ------------ | ----------- | ---------------------------- |
| 5            | Toyota      | 2011, 2013, 2015, 2017, 2018 |
| 3            | Ford        | 2014, 2016, 2020             |
| 1            | Dodge       | 2012                         |